# Simulium kwangoense
Simulium kwangoense es una especie de insecto del género Simulium, familia Simuliidae, orden Diptera.
Fue descrita científicamente por Fain & Elsen, 1974.